# Geheime Staatspolizeiamt

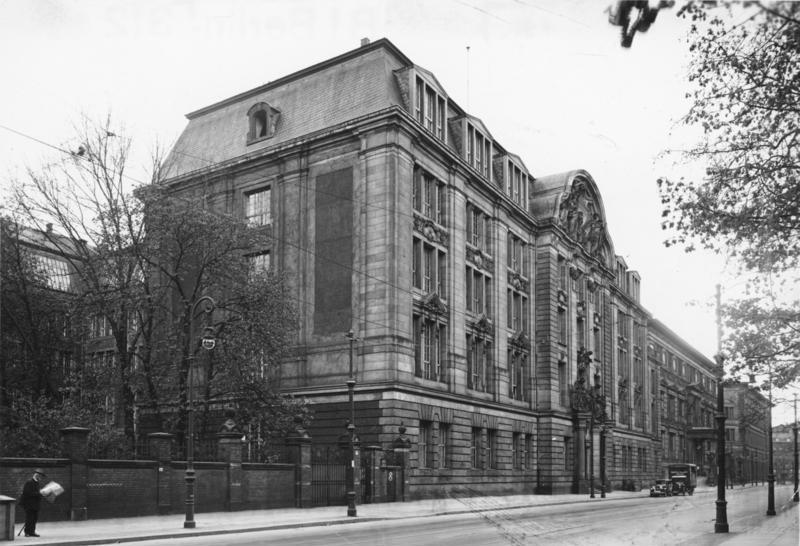
Gestapas huvudbyggnad, Prinz-Albrecht-Strasse 8, Berlin.

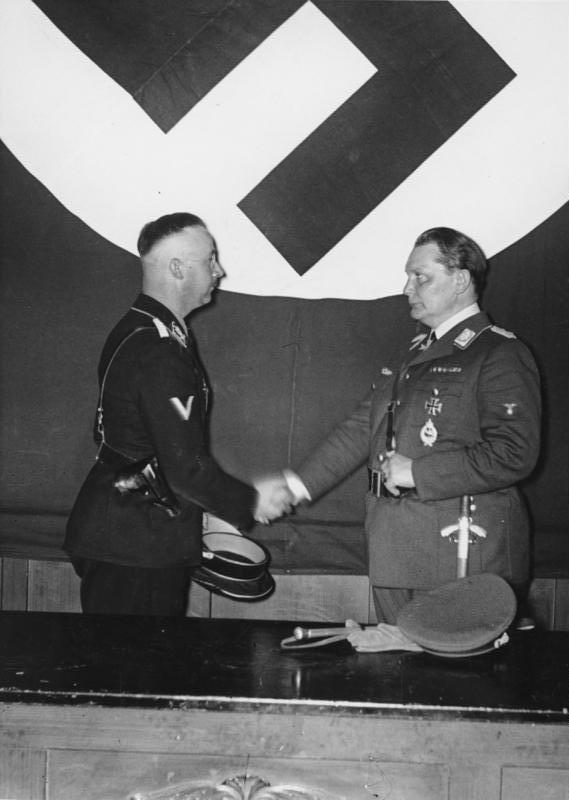
Hermann Göring utser Heinrich Himmler till chef för Geheime Staatspolizeiamt 1934.

Geheime Staatspolizeiamt (Gestapa/GeStapa) var centralmyndighet och ledningsorgan för Gestapo i Tyskland. År 1939 inordnades Gestapa i Reichssicherheitshauptamt (RSHA), Nazitysklands säkerhetsministerium.

## Historia
Gestapa bildades i Berlin år 1933 på order av Preussens ministerpresident Hermann Göring med uppdrag att leda den politiska polisens verksamhet i Preussen. Året därpå tillkom i varje preussiskt län en Gestapomyndighet underställd Gestapa. Samtidigt byggde Heinrich Himmler upp en politisk polis, först i Bayern och sedan i övriga tyska länder utanför Preussen. År 1934 gjorde Göring Himmler till chef även för det preussiska Gestapo, istället för Rudolf Diels. Himmler utsåg Reinhard Heydrich till chef för Gestapa samma år. När Himmler blev tysk rikspolischef 1936 ändrade han den politiska polisens benämning i alla tyska delstater till Gestapo. Senare samma år fastställde riksinrikesministern, Wilhelm Frick, att Gestapa i Berlin fick ställning som riksmyndighet med uppdrag att centralt leda Gestapo i hela det Tyska riket. Som en följd av detta beslut bestämdes det år 1937 att Gestapos personal var rikstjänstemän och kostnaderna för Gestapos verksamhet skulle bäras av Tyska rikets budget.
År 1939 inordnades Gestapa i Reichssicherheitshauptamt (RSHA) som dess fjärde avdelning (Amt IV).